# Ruud Bosch
Ruud Bosch (* 28. Juli 1984 in Beuningen) ist ein niederländischer Badmintonspieler. 

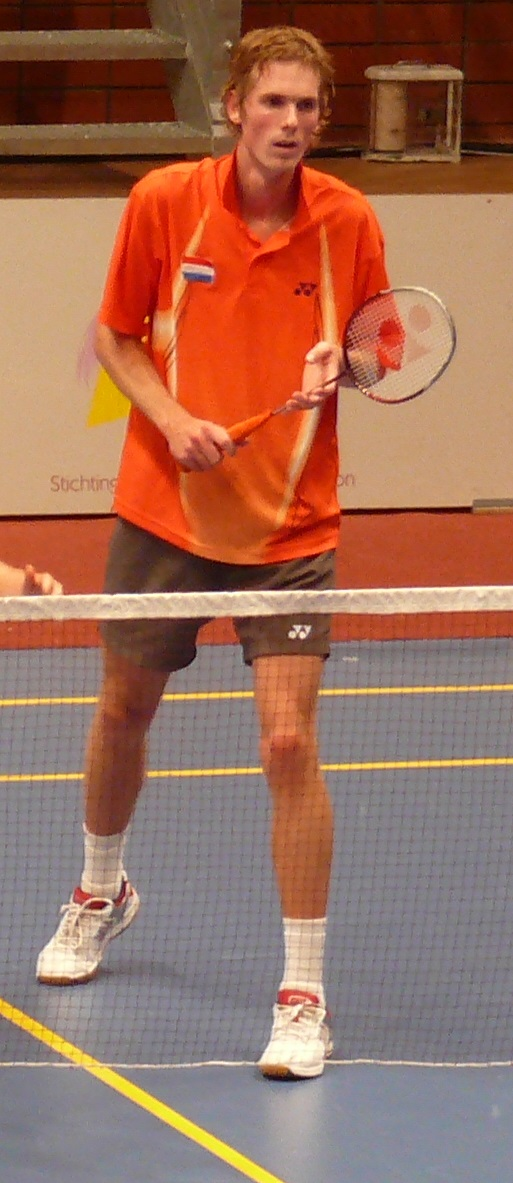
Ruud Bosch

## Karriere
Ruud Bosch gewann 2006 die Herrendoppelkonkurrenz bei den niederländischen Meisterschaften. Bei den Portugal International siegte er gemeinsam mit Koen Ridder. Im Folgejahr siegten beide bei den niederländischen Meisterschaften und den Belgian International. 2010 gewannen sie die Slovenian International und die Spanish International.

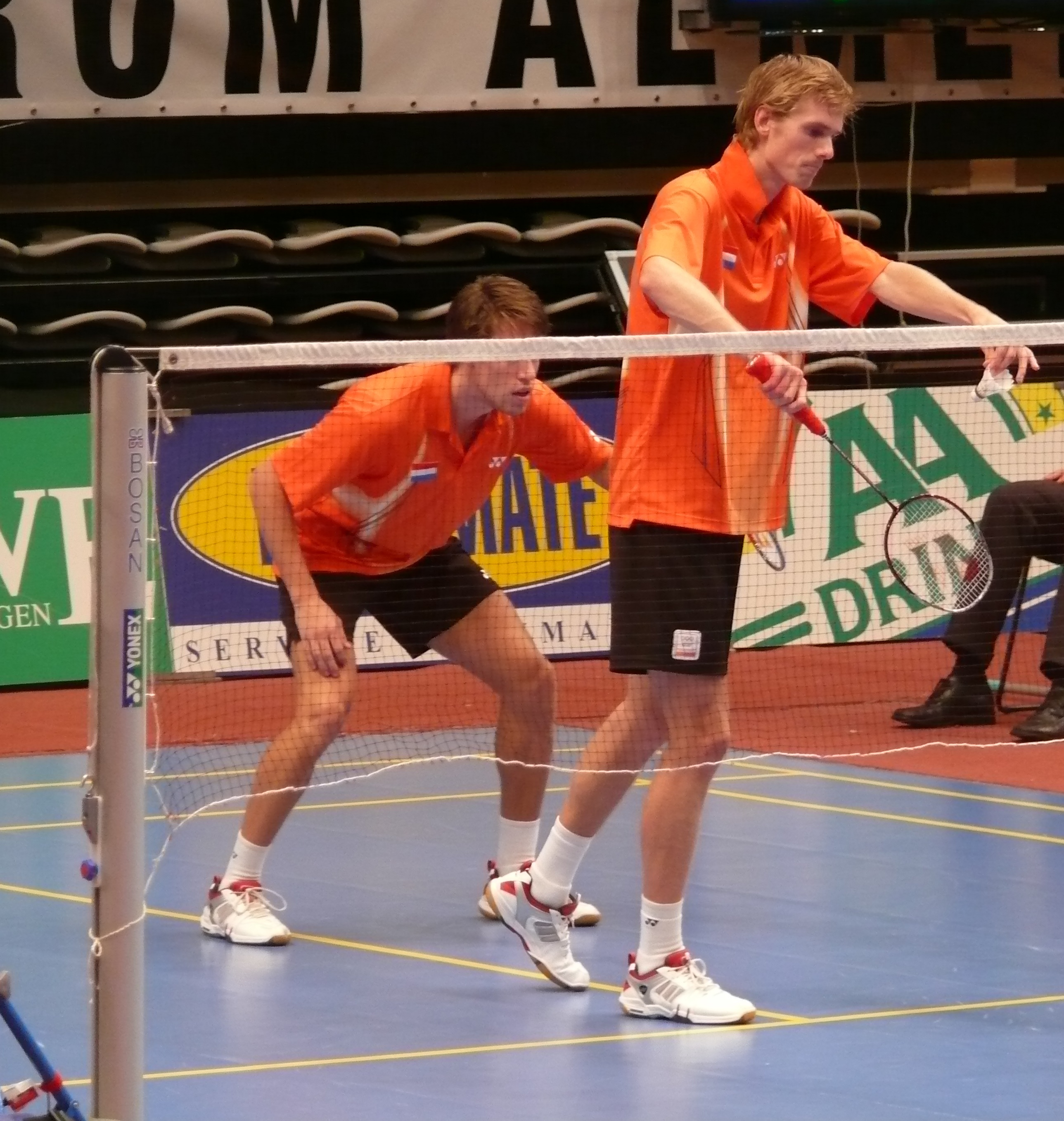
Ruud Bosch en Koen Ridder

## Sportliche Erfolge
| Saison | Veranstaltung                      | Disziplin    | Platz | Name                                |
| ------ | ---------------------------------- | ------------ | ----- | ----------------------------------- |
| 2003   | Junioren-Europameisterschaft       | Herrendoppel | 3     | Ruud Bosch / Dave Khodabux          |
| 2006   | Niederlande: Einzelmeisterschaften | Herrendoppel | 1     | Jürgen Wouters / Ruud Bosch         |
| 2008   | Niederländische Meisterschaft      | Mixed        | 1     | Ruud Bosch / Paulien van Dooremalen |
| 2008   | Portugal International             | Herrendoppel | 1     | Ruud Bosch / Koen Ridder            |
| 2009   | Niederländische Meisterschaft      | Herrendoppel | 1     | Ruud Bosch / Koen Ridder            |
| 2009   | Belgian International              | Herrendoppel | 1     | Ruud Bosch / Koen Ridder            |
| 2009   | Dutch International                | Herrendoppel | 2     | Ruud Bosch / Koen Ridder            |
| 2010   | Slovenian International            | Herrendoppel | 1     | Ruud Bosch / Koen Ridder            |
| 2010   | Spanish International              | Herrendoppel | 2     | Ruud Bosch / Koen Ridder            |
| 2012   | Hungarian International            | Herrendoppel | 1     | Ruud Bosch / Jim Middelburg         |
| 2012   | Norwegian International            | Herrendoppel | 1     | Ruud Bosch / Koen Ridder            |
| 2013   | Niederlande: Einzelmeisterschaften | Herrendoppel | 1     | Ruud Bosch / Koen Ridder            |
| 2013   | Niederlande: Einzelmeisterschaften | Mixed        | 1     | Ruud Bosch / Selena Piek            |